# Gymnopholus senex
Gymnopholus senex  (лат.) — вид мелких жуков-долгоносиков  рода Gymnopholus из подсемейства Entiminae семейства Curculionidae (Eupholini, Coleoptera). Эндемик острова Новая Гвинея.

## Распространение
Встречаются на острове Новая Гвинея на высотах выше 3 км. Найдены на альпийских лугах у края кратера вулкана Mt Yelia (Menyamya, Meniama, 3300 м).

## Описание
Среднего размера нелетающие жуки-долгоносики. Длина тела около 3 см; чёрные или буровато-чёрные. Скутеллюм мелкий, шире своей длины. Надкрылья субпараллельные по бокам. Характерны для тропических влажных и горных лесов. Взрослые жуки питаются листьями молодых деревьев. На надкрыльях отмечены симбиотические грибы. От близкого вида Gymnopholus acarifer отличается более гладким и округлым пронотумом.

## Систематика
Вид был впервые описан в 1966 году и включён в состав подрода Symbiopholus Gressitt, 1966 американским энтомологом Линсли Гресситтом (J. Linsley Gressitt; Гонолулу, Гавайи, США; 1914—1982). Большинство авторов включают вид Gymnopholus acarifer в трибу Eupholini (в составе подсемейства Entiminae).